# Pedaria walteri
Pedaria walteri là một loài bọ cánh cứng trong họ Bọ hung (Scarabaeidae).